# 도봉산
도봉산(道峰山, 영어: Dobongsan)은 대한민국 서울특별시 도봉구와 경기도 의정부시 호원동, 양주시 장흥면에 걸쳐 있는 한북정맥의 산이며 한국의 화강암 산이다. 북한산 국립공원의 일부이다.
백두대간의 분수령에서 서남쪽으로 뻗은 한북정맥의 연봉을 따라 운악산·불곡산을 거쳐 남서쪽으로 내려오다가 서울 동북쪽에서 우뚝 솟아 우이령을 경계로 북한산으로 이어진다. 최고봉인 자운봉(紫雲峰, 739.5m), 남쪽으로 만장봉(萬丈峰)·선인봉(仙人峰), 서쪽으로 오봉(五峰)·여성봉이 있다.

## 지리
도봉산은 지질학적으로 중생대 쥐라기의 대보 화강암으로 구성된 화강암 산이다. 우람한 기암괴석과 뾰족이 솟은 바위 봉우리들이 장관이며, 사방으로 뻗은 계곡을 따라 녹음이 우거져 있다.

### 만장봉
만장봉의 실제높이는 718m로 옛날 어르신들이 보기에 만장이나 되어 보인다고 하여 '만장봉(萬丈峰)'이라고 이름을 지었다.

### 여성봉
송추남능선 중간쯤 높이 504m에 자리잡고 있는 여성봉은 그 모양이 여성의 생식기와 유사하여 붙여진 이름이다. 화강암바위의 자연적 풍화작용에 의해 형성된 암봉으로 대자연의 신비로움과 오묘함을 느끼게 한다.

## 등산길
면적은 24km2로 북한산의 55km2에 비해 등산길이 더 조밀하다.

## 볼 만한 곳
최고봉인 자운봉(739.5m)을 비롯해서 만장봉·선인봉·주봉·관음봉·오봉·우이암 등 암벽이 아름답다.

## 같이 보기
- 한국의 산
- 서울의 산 목록
- 북한산
- 한북정맥
- 서울특별시의 지질
- 한국의 화강암